# Justin Bertuch
Justin Bertuch (* 8. Mai 1564 in Tennstedt; † 27. August 1626 in Schulpforte) war ein deutscher Pädagoge.

## Leben
Geboren als Sohn des Ratskämmerers Vincentus Bertuch und dessen Frau Martha, geb. Schulze, besuchte er zunächst die Schule seiner Heimatstadt. Am 10. November 1579 kam er als Alumnus an die Landesschule in Pforta und bezog nach sechs Jahren die Universität Leipzig. Dort erwarb er am 29. Januar 1590 den akademischen Grad eines Magisters. Ihm wurde 1593 das Konrektorat in der Landesschule Pforta übertragen, das er bis Januar 1601 ausübte; danach wurde er Rektor der Einrichtung.
Sein Amt als Rektor übte er 25 Jahre lang aus und soll sich sehr um die Schule verdient gemacht haben. Durch diese lange Amtszeit kam wieder Kontinuität in das Schulleben, was sich positiv auf die Entwicklung der Schule auswirkte. Gleich zu Beginn seiner Amtszeit, im Jahre 1602, wurde unter Kurfürst Christian II. von Sachsen eine neue Schulordnung herausgegeben, die noch bis zum Jahr 1773 Gültigkeit behielt. Rektor Bertuch verdankt die Schule auch das erste umfassendere Werk zu ihrer Geschichte, das sogar im 18. Jahrhundert zwei Neuauflagen erfuhr. Bertuch starb 1626 und wurde in der Kirche von Schulpforte mit einem Epitaph (nicht mehr vorhanden) begraben.

## Werke
- Chronicon Portense, duobus libris distinctum quorum prior continet veteris Portae fundationem, translationem, abbates, indulgentias, fraternitates, renovationem itidem & repurgationem: posterior novae Portae post repurgatam doctrinam, statum et formam cum praeceptoribus, oeconomis et discipulis, finde ad rempublicam Christianam juvandam emißis. Leipzig, 1612. (Digitalisat)
- Decanus Communitatis Studij Philosophici & bonarum Artium in Acad. Lipsiensi., Leipzig, 1624.
- Historische Kurtze Erzehlung / Wenn und wie das eingegangene Kloster zu Schmöllen sev gestiftet / und von den Wenden wieder verstoeret worden: genommen auß dem Lateinischen Chronico Portensi M. Justini Pertuchü, wevland Rectoris der Schul Pforten / so er lassen zu Leipzig anno 1612. drucken / in Verlegung Jacobi Apelii: Darvon ein Exemplar auf dem Rahthause zu Schmöllen zu befinden. – [S. 1.], [ca. 1680].(Digitalisat)
- Chronicon Portense, duobus libris distinctum, quorum prior continet veteris Portae fundationem, translationem … posterior novae Portae post repurgatam doctrinam, statum & formam cum praeceptoribus, oeconomis & dicipuli finde ad Rempublicam Christianam juvandam emissis cum figuris aeneis … editio nova, in qua de vita autoris praefatur est … opus recognovit Joann. Martinvs Schamelivs, Leipzig, 1739. (Digitalisat)
- Teutsches Pfortisches Chronicon, darinnen dieses vormaligen Cistercienser-Mönchs-Closters Stifftung, Versetzung … Wie solches aus dem MS. Des Autoris und einer Historie von der Fundation dieses Closters aus einem MS. Ernesti Brotuffii ingleiche einer Vorrede von dem Leben des Autoris … ans Licht stellet Jo. Martinus Schamelius, Leipzig, 1734. (Digitalisat)